# Mooreonuphis nebulosa
Mooreonuphis nebulosa är en ringmaskart som först beskrevs av Moore 1911.  Mooreonuphis nebulosa ingår i släktet Mooreonuphis och familjen Onuphidae.
Artens utbredningsområde är Mexikanska golfen. Inga underarter finns listade i Catalogue of Life.